# Macrocondyla hypoxantha
Macrocondyla hypoxantha är en tvåvingeart som beskrevs av Hall 1973. Macrocondyla hypoxantha ingår i släktet Macrocondyla och familjen svävflugor. Inga underarter finns listade i Catalogue of Life.